# Port Howard
Port Howard (spanisch: Puerto Mitre; manchmal auch Puerto Howard) ist der Hauptort der zu den Falklandinseln gehörenden zweitwichtigsten Hauptinsel Westfalkland. Im Jahr 2012 hatte der Ort 22 Einwohner.

## Geographie

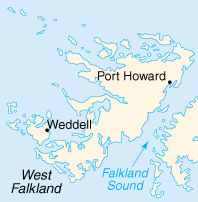
Port Howard ist neben Weddell die bedeutendste Siedlung auf Westfalkland.

Der Hafenort liegt im Osten der Insel am Falklandsund gegenüber der Hauptinsel Ostfalkland. Der Ort befindet sich in einer Bucht. Diese geographische Lage sorgt dafür, dass der Hafen wind- und sturmgeschützt ist. Der Warrah River und der Chartres River, die die wichtigsten Gewässer in Westfakland sind, fließen in der Nähe der Stadt vorbei und bilden einen beliebten Ort zum Fischen. Der Ort liegt im Zentrum einer 810 km² großen Schaffarm, die sich an der Küste entlang zieht.

## Geschichte
Port Howard wurde im Jahre 1866 von James Lovegrove Waldron und seinem Bruder, die aus Patagonien stammten, gegründet. Sie waren auch die Gründer einer, für den Ort sehr bedeutsamen, Schaffarm, die bis heute besteht, aber mehrere Male den Besitzer gewechselt hat.
1982 besetzte Argentinien die Inseln, wodurch der Falklandkrieg ausgelöst wurde. Bei Many Branch Point, einem Bergkamm nahe Port Howards, kam es zu dem einzigen, auf Westfalkland durchgeführtem, kurzem Gefecht, bei dem der britische Captain der SAS, Gavin John Hamilton, in der Nähe der Stadt in einem Beobachtungspunkt getötet wurde.
Im Jahr 2016 feierte die Stadt ihr 150-jähriges Jubiläum mit einem Festakt.

## Wirtschaft
Die meisten der zwanzig Einwohner leben vom Dienstleistungsgewerbe sowie dem Fischfang und der Schafzucht (42.000 Stück). Im Ort gibt es eine Lodge, in der Touristen untergebracht werden können und einen Laden. Zu der Lodge gehört auch ein größerer Golfplatz und ein Museum, das sich mit dem Krieg auf Westfalkland beschäftigt. Am Nordrand der kleinen Ortschaft wurde unter der Schirmherrschaft der Organisation Falkland Islands Trust der Alexandra Wood, ein kleiner Wald, angelegt.

## Infrastruktur
Die Siedlung verfügt über zwei Landebahnen, die regelmäßig von Stanley aus angeflogen werden, und ist außerdem das westlichste Terminal der Ost-West-Fähre. Die Regierung der Falklandinseln hat ein Netz von Allwetterstraßen sowohl auf Ost- als auch auf West-Falkland gebaut; In Port Howard befindet sich das nördliche Ende dieses Netzes in West-Falkland.

## Sonstiges
Port Howard ist alle drei Jahre Austragungsort der West Falkland Sports, mit denen das Ende der Schafschur-Saison gefeiert wird.